# SC Altenkessel
Maillots
Dernière mise à jour : 3 avril 2011.
Le SC Altenkessel est un club allemand de football localisé dans le district du même nom à Sarrebruck dans la Sarre.

## Histoire (football)
Le club fut fondé en 1907 sous l’appellation de SV Borussia Altenkessel.
En 1910, le cercle prit nom actuel. Deux ans plus tard, le club engloba le FC 1905 Neudorf.
En vue de la saison 1942-1943, le de SC Altenkessel accéda à la Gauliga Westmark. Il n’y enregistra que deux victoires et redescendit après une seule saison.
Entre le 17 octobre 1943 et la fin de la Seconde Guerre mondiale, le club forma une Association de guerre (en Allemand: Kriegsspielgemeinschaft – KSG) avec le FV Saarbrücken (vice-champion d’Allemagne 1943) pour jouer sous le nom KSG Saarbrücken. Bien que ses installations eussent été complètement détruites par des bombardements alliés, cette association remporta la dernière édition de la Gauliga Westmark et atteignit les quarts de finale du championnat 1944 où elle s’inclina contre le 1. FC Nürnberg (1-5).
En 1945, tous les clubs furent dissous par les Alliés (voir Directive n°23). Le 8 décembre 1946, le SC Altenkessel fut reconstitué sous l’appellation de SV Altenkessel. En 1950, il reprit le nom de SC Altenkessel.
Le club participa à l’Ehrenliga Saarland. Deux ans plus tard, le club monta en 2. Oberliga Südwest, une ligue située au 2e niveau de la hiérarchie. Il y évolua deux saisons puis redescendit en Ehrenliga Saarland.
En 1961, le SC Altenkessel fut relégué en Bezirksliga puis deux ans plus tard, il glissa en Kreisliga. Le club retrouva la Bezirksliga en 1974. Huit saisons plus tard, il monta en Verbandsliga Saarland, une ligue située à cette époque 4e niveau du football allemand.
Par la suite, le cercle recula dans la hiérarchie: Landesliga (1987), Bezirksliga (1992 puis Kreisliga (1994).
En 2010-2011, la SC Altenkessel évolue en Kreisliga A, Kreis Südsaar (Groupe Warndt), soit au 10e niveau de la hiérarchie de la DFB.
Il est connu pour avoir une majorité de joueurs français en son sein et son terrain en schiste rouge, colorant ses joueurs après chaque match.